# Кенг-Кюйоль (Абийський улус)
Кенг-Кюйоль (рос. Кенг-Кюёль) — село Абийського улусу, Республіки Саха Росії. Входить до складу Уолбутського наслегу.
Населення — 212 особи (2015 рік).